# 安藤由希
安藤 由希（あんどう ゆき、1969年 - ）は、日本の児童文学作家。
東京都生まれ。日本大学文理学部卒業。1999年「世界のはじまるところ」で第2回中部電力児童文学賞を受賞。2002年「飛行船」で第4回ちゅうでん児童文学賞優秀賞を受賞。2003年「キス」で第6回ちゅうでん児童文学賞大賞を受賞。

## 作品リスト
- キス（2004年11月 BL出版）《絵：ささめやゆき》
- すばらしき日々 ポプラ・ブックボックス19 剣の巻（2008年4月 ポプラ社）

### アンソロジー
「」内が安藤由希の作品
- 告白。（2006年9月 ピュアフル文庫）「すばらしき日々」
- 片想い。（2008年3月 ピュアフル文庫）「キッキに」
- 初恋。（2009年1月 ピュアフル文庫）「アヴェマリア」

### 雑誌
- 現代 2000年4月号（2000年4月 講談社）「世界のはじまるところ」
- 飛ぶ教室 2006年冬号（2006年1月 光村図書出版）「虹が出たなら」
- おおきなポケット 2006年4月号（2006年4月 福音館書店）「あさごはんのゆめ～くまごろうとミーのお話～」《絵：垂石眞子》
- おおきなポケット 2009年7月号（2009年7月 福音館書店）「なつのプレゼント」《絵：垂石眞子》
- 飛ぶ教室 2011年春号（2011年4月 光村図書出版）「E・L・カニグズバーグを語り合う」《神宮輝夫×安藤由希 対談》
- 飛ぶ教室 2011年夏号（2011年7月 光村図書出版）「かがやくのはら」
- 飛ぶ教室 2015年冬号（2015年1月 光村図書出版）《書評を寄稿》